# Ručník

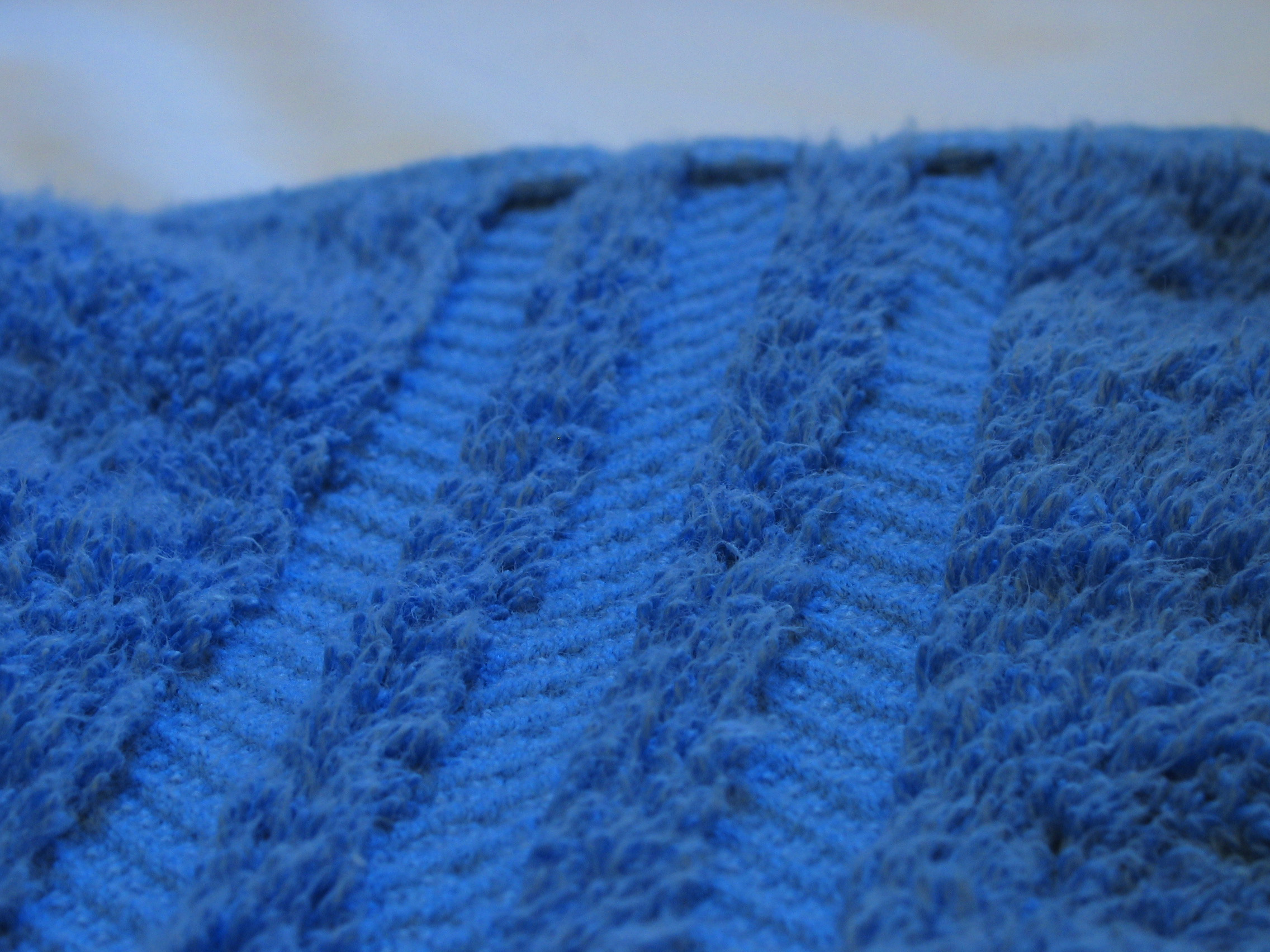
Detail ručníku

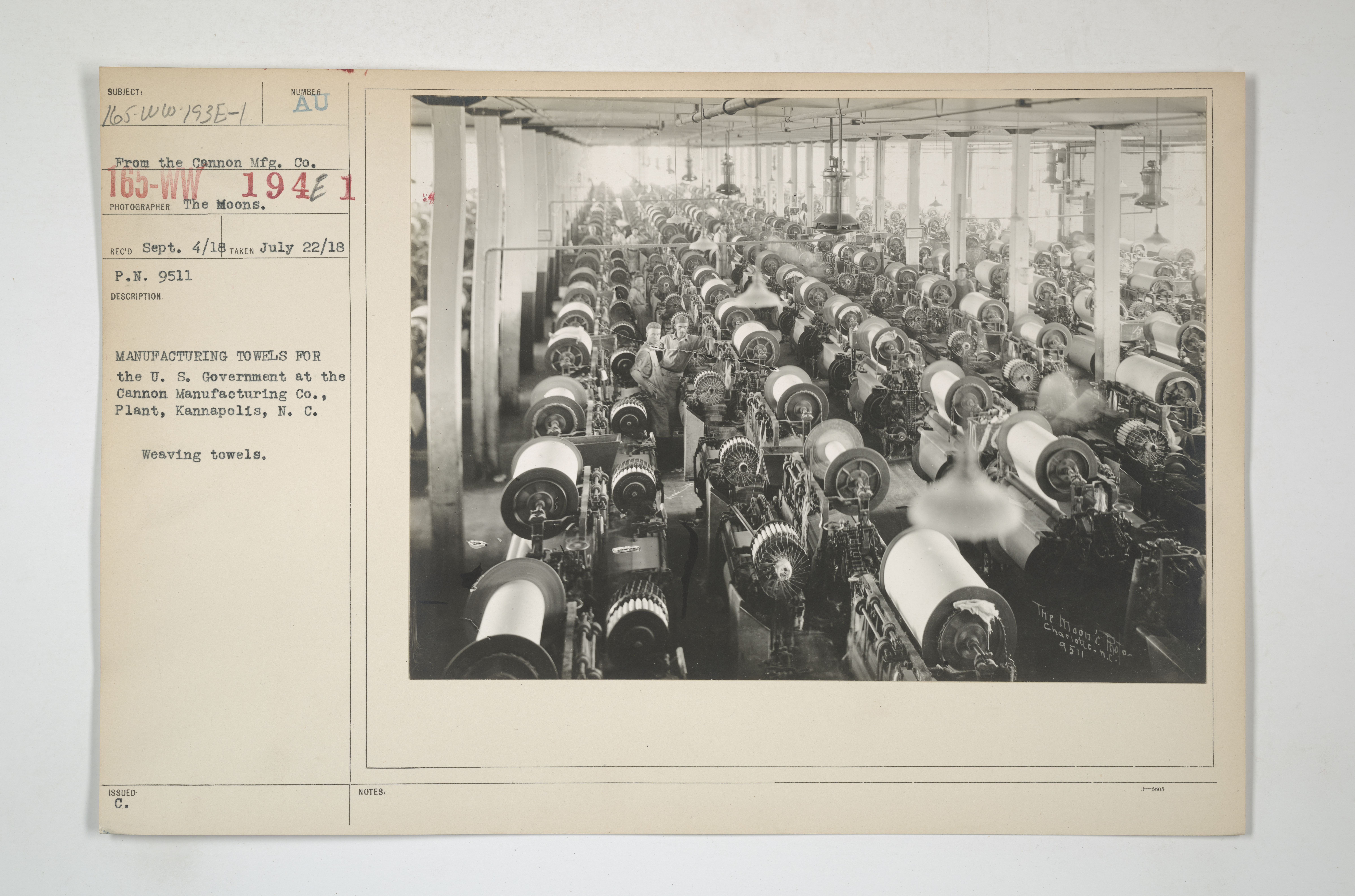
Tkalcovna froté zboží v roce 1918 (USA)

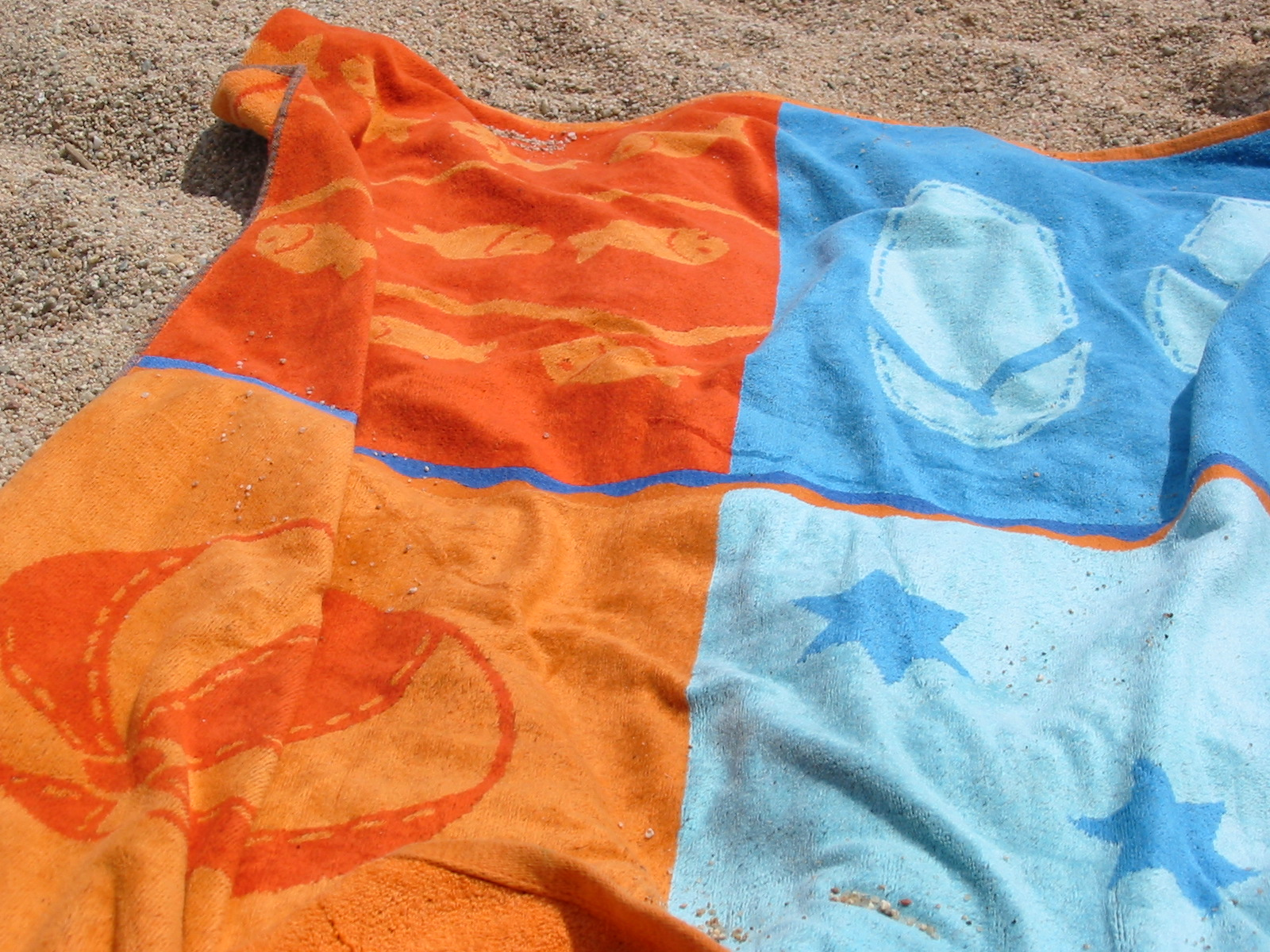
Plážový ručník

Ručník je textilní (případně papírový) výrobek sloužící k utírání. Bývá vyroben ze smyčkové tkaniny, anglicky froté.

## Historie
Literatura uvádí, že ručníky pravděpodobně vznikly v tureckém městě Bursa okolo roku 1600. Jejich vznik je spojován s tradiční kulturou tureckých lázní. Strojní výroba tkaných výrobků v 19. století přinesla revoluci i do masové dostupnosti ručníků.

## Typy ručníků
Podle obvyklých rozměrů (mohou se vyrábět i v odlišných rozměrech) se ručníky zhruba dělí na:

### Základní
- Klasický ručník – obvykle 30 x 50 cm, větší 50 x 90–100 cm
- Osuška – (pro osušení celého těla), 70 x 130–140 cm
- Malý ručník – (na ruce a obličej) 30 x 50 cm
- Plážový ručník – velká osuška, na kterou se vejde jedna i dvě osoby ( 90 x 160 cm, 90 x 180 cm a 100 x 150 cm)

### Jiné
Ručníky se též mohou lišit zvláštními požadavky. Jedná se např. o hotelové ručníky (mají obvyklé rozměry, ale jsou vysoce kvalitní a vysoce odolné), sportovní ručníky (rychle schnoucí), dětské ručníky (s motivy blízkými dětem).
Další výrobky mají podobu ručníků, neslouží ale k osušování. Je to např. žínka (slouží k mytí), ošibori (v zimě navlhčený a nahřátý či létě vychlazený ručník, který je součástí tradičního japonského stolování).

## Materiály
Kvalitní ručníky mají gramáž minimálně 450 gramů na metr čtvereční. Nižší gramáž se za kvalitní nepovažuje. Tradičním materiálem pro výrobu ručníků je bavlna. Moderní ručníky kombinující bavlnu a bambus mají savost vyšší než bavlna), současně také antibakteriální, antiseptické a protiplísňové vlastnosti.
Ručníky ze syntetického mikrovlákna, na rozdíl od přírodních materiálů, rychleji schnou a jsou skladnější. Doporučují se proto pro sport a na cesty.
Papírové ručníky jsou určeny pro jednorázové použití, hodí se zejména pro frekventovaná místa. 

## Ručník v kultuře

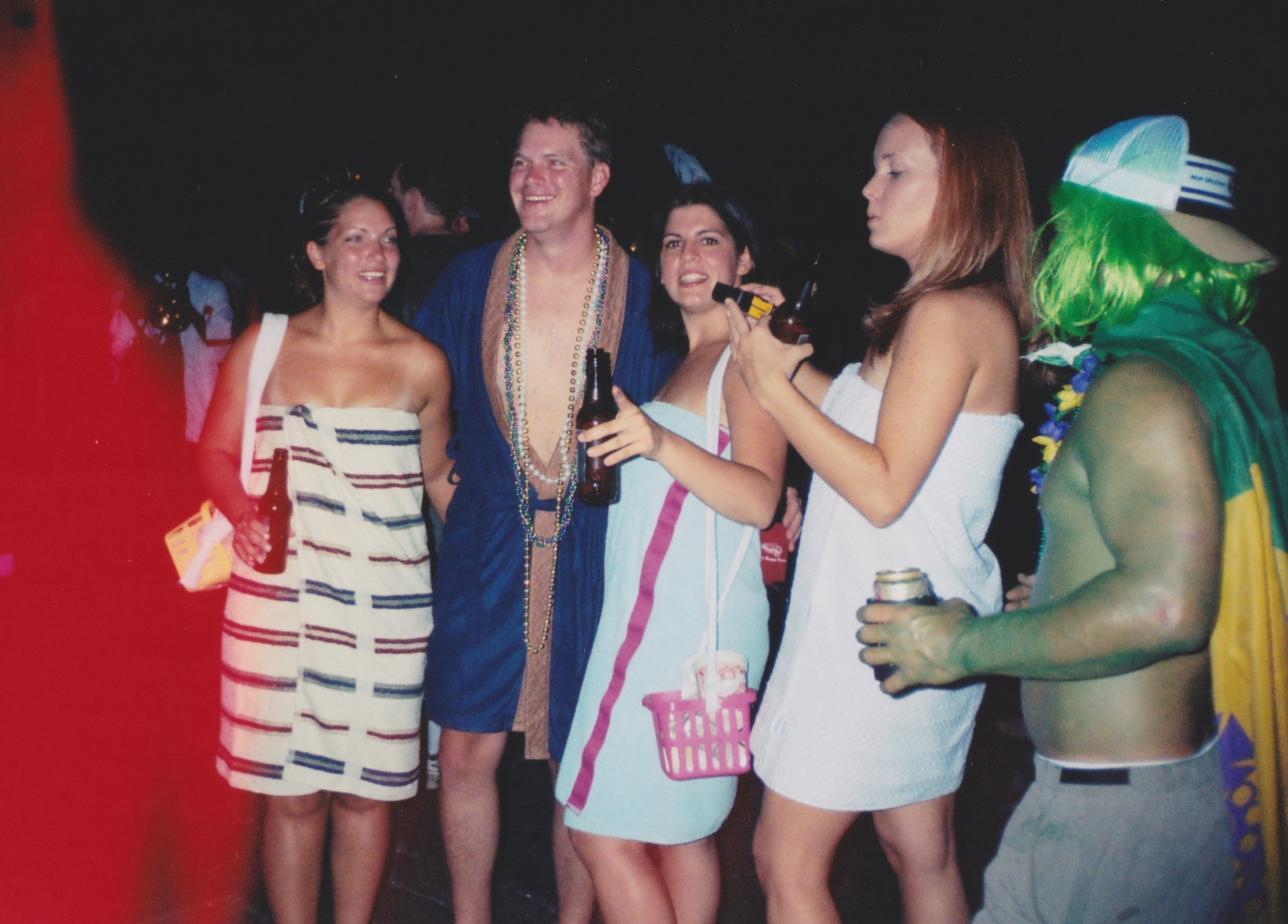
Ručníková párty

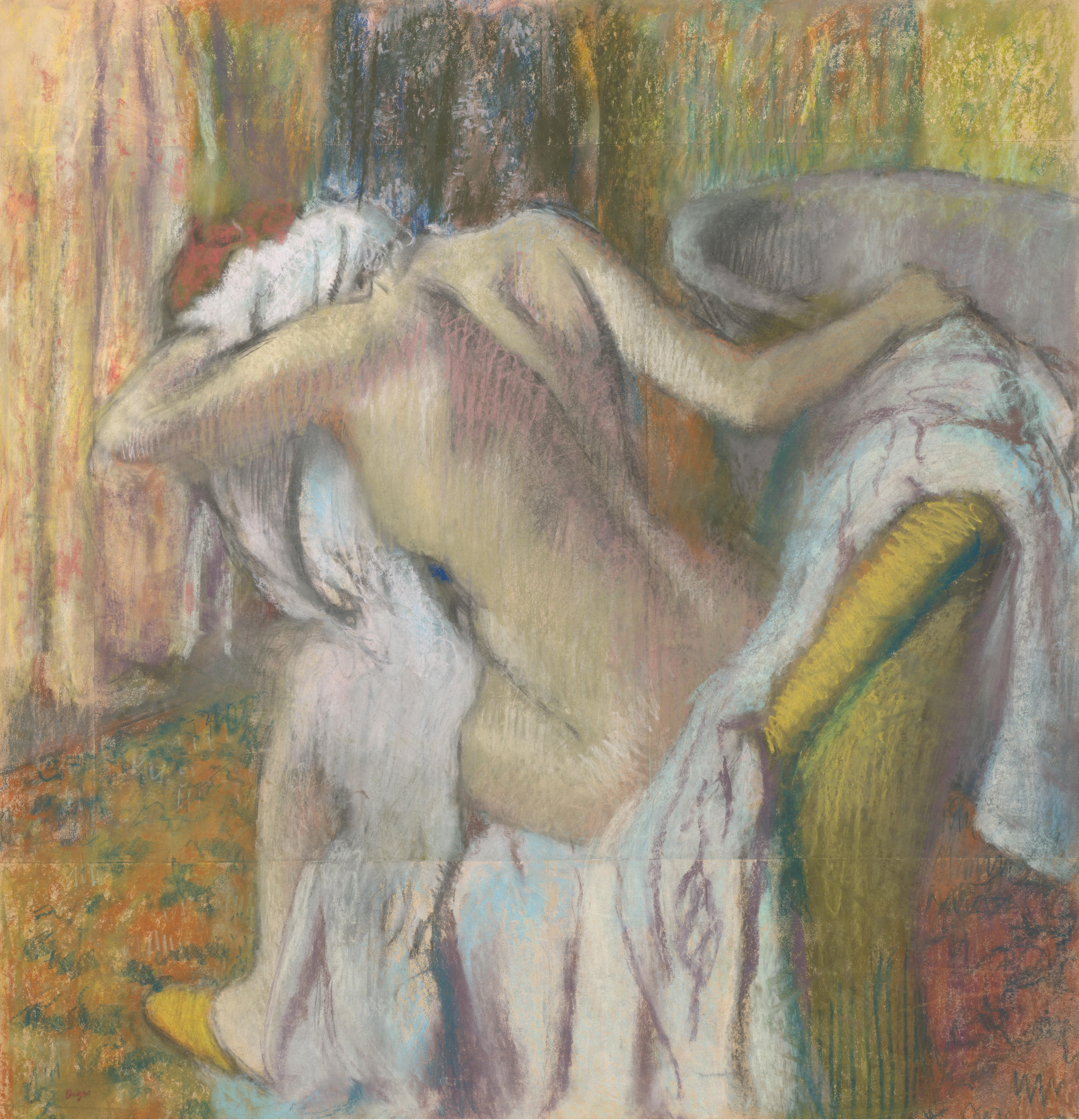
Edgar Degas: Po koupeli (asi 1890)

- Ručník je důležitý v knize Douglase Adamse Stopařův průvodce po Galaxii. Ochrání majitele před žravou blátotlačkou z Traalu. Fanoušci Stopařova průvodce slaví 25. května ručníkový den, při kterém s sebou všude nosí viditelně umístěný ručník.
- Ručník vystupuje v animovaném seriálu South Park v roli populárního zhulence Ručníčka. Ručníček je chodící a mluvící chytrý ručník RG-400 vyroben v Tynacorpu. Připomíná lidem, aby si vzali ručník (Don't forget to bring a towel), protože nikdy nevědí, kde by se jim mohl ručník hodit.
- Obrazy žen s ručníkem po koupeli byly oblíbeným námětem zejména malířů 19. století
- „Hodit ručník do ringu“ znamená v boxu, že se boxer vzdává. Rčení se užívá v přeneseném smyslu pro situace, kdy jedna ze stran sporu přestává bojovat.[5]